# Campeonato de Primera División 1931 (Venezuela)
El Campeonato de Primera División 1931 ("amateur") fue el XI del fútbol venezolano. El ganador fue el Deportivo Venezuela, que alcanzó su tercer título en las últimas cuatro temporadas. Centro Atlético Sport Club fue subcampeón. 

## Historia
El campeonato fue disputado por cinco equipos: cuatro venezolanos (Deportivo Venezuela, Centro Atletico, Dos Caminos y Union SC) y uno de colonia (Alemania FC).
Ese año 1931 también se disputó la Copa Ford Motor Company, que fue patrocinada por ese fabricante de vehículos. Sin embargo, algunas reseñas de la revista Élite definieron a ese torneo como Copa Venezuela. El equipo de la urbanización caraqueña El Conde también se alzó con ese trofeo tras vencer en dos partidos a la "chamaquera" del Unión Sport Club: 2-0 y 1-0.
A finales de 1931, dos equipos extranjeros visitaron Caracas. Por segunda vez (ya había venido en 1929), el Association Ciclista Lima (Perú) y la selección de fútbol de Trinidad y Tobago. Además, empezaron las giras de equipos venezolanos al exterior, cuando Deportivo Venezuela y Unión Sport Club jugaron en Curazao.
Deportivo Venezuela logró el doblete del año 31 gracias, en parte, a este futbolista: 

El jugador insignia de los "hijos de María" era el brasileño Alfredo Gama. "Otro que vino de tierras extrañas y permaneció hasta su sentida muerte en Venezuela. Gama era completo técnico del fútbol, ducho en todos sus secretos y rico en experiencia en campos brasileños. Vino contratado por Nicolás de Las Casas y enseñó y formó a muchos notables players que dieron lustre y brillo al fútbol venezolano. Deportivo Venezuela, en su totalidad, jugaba a imagen y semejanza de Gama, quien le había comunicado su estilo de juego sutil, parsimonioso, pensado antes de ejecutar, pródigo en recursos, capaz y enjundioso"
Libro Caracas y su fútbol de antaño, Napoléon Arráiz "El Hermanito", página 113

Cabe señalar que el campeonato no fue oficialmente concluido en su totalidad de juegos estipulados inicialmente.

## Campeón
Deportivo Venezuela

Campeón
3.er título

## Jugadores del Equipo Campeón
Deportivo Venezuela:
1. Claudio Carrasquero
2. Roberto Pérez
3. "Poncho" Casanova
4. Julio García "Julito" (peruano)
5. Waughan Salas Lozada
6. José Gabriel Lugo
7. Jackson
8. Peche
9. Alfredo Gama (brasileño)
10. Castillo
11. Martín Ayala "martincito"
12. Otamendi

### Resultados Primer turno
|                      | Pos. | Equipo              | Pt | G | V | N | P | GF | GS | DR |
| -------------------- | ---- | ------------------- | -- | - | - | - | - | -- | -- | -- |
| Bandera de Venezuela | 1.   | Deportivo Venezuela | 10 | 7 | 4 | 2 | 1 | 10 | 5  | +5 |
|                      | 2.   | Centro Atletico     | 6  | 6 | 2 | 2 | 2 | 9  | 4  | +5 |
|                      | 3.   | Dos Caminos         | 4  | 5 | 2 | 0 | 3 | 10 | 9  | +1 |
| Bandera de Alemania  | 4.   | Alemania FC         | 2  | 5 | 1 | 0 | 4 | 6  | 7  | -1 |
|                      | 4.   | Union SC            | 2  | 1 | 1 | 0 | 0 | 1  | 0  | +1 |